# Кугаєво
Куга́єво (рос. Кугаево) — село у складі Казанського району Тюменської області, Росія.
Населення — 103 особи (2010, 117 у 2002).
Національний склад станом на 2002 рік:
- росіяни — 71 %